# رودولف بيرنبرغ
رودولف بيرنبرغ (من مواليد 1680، توفي عام 1746) كان تاجرًا هامًا ومصرفيًا كبيرا في هامبورغ وعضواً في عائلة بيرنبرغ المصرفية. شغل منصب رئيس غرفة تجارة هامبورغ 1728–1729 وعضو في مجلس الشيوخ هامبورغ من 1735. كان رودولف ابن كورنيليوس بيرنبرغ، وكان متزوجا من آنا إليزابيث أمسنك (1690-1748)، ابنة بول أمسنك(1649-1706 وكريستينا أديلهيد كابيل (1663–1730).
كان والد
- رودولف برنبرج (1712-1761) ، تاجر في هامبورغ
- كورنيليوس بيرنبرغ (1714-1773) ، تاجر في ليفورنو
- بول بيرنبرغ (1716-1768) ، عضو مجلس الشيوخ وشريك في ملكية بنك بيرينبيرج
- يوهان بيرنبرغ (1718-1772)، الشريك في بنك بيرينبيرج ومن ثم المالك الوحد للبنك، تزوج من آنا ماريا لوتروب (1723-1761)